# ديبي فاولر
ديبي فاولر (بالإنجليزية: Debbie Fuller) هي غطاسة أمريكية، ولدت في 24 يونيو 1966 في مونتريال في كندا.

## وصلات خارجية
- ديبي فاولر على موقع الاتحاد الدولي للسباحة (الإنجليزية)
- ديبي فاولر على موقع اللجنة الأولمبية الدولية (الإنجليزية)
- ديبي فاولر على موقع أوليمبيديا (الإنجليزية)
- ديبي فاولر على موقع اللجنة الأولمبية الكندية (الإنجليزية)